# Bangor (Washington)
Pour les articles homonymes, voir Bangor.
Bangor est une census-designated place (CDP) dans le Comté de Kitsap dans l'État de Washington. Elle abrite  la Base navale de Kitsap sur la péninsule Kitsap. Sa population était de 6 054 au recensement de 2010.

## Géographie
Bangor est localisée sur le Canal Hood au nord-ouest de Silverdale.
D'après le Bureau du recensement des États-Unis, le CDP de Bangor possède une surface totale de 28,6 km2.

## Démographie
Au recensement de 2000, il y avait 7 253 personnes, 1 282 ménages, et 1.275 familles résidant dans la CDP. La densité de population est de près de 254 habitants par km². Il y avait 1 316 unités de logement, ce qui donne une densité moyenne de 46 habitation par km². La répartition ethnique était de 76,73 % de Blancs (dont 10,24 % de latinos ou hispaniques), de 8,05 % d'afro-américains, de 1,28 % d'amérindiens, de 4,69 % d'asiatiques, de 0,79 % en provenance des îles du Pacifique, 8,43 % représente d'autres ethnies.
Il y avait 1 282 ménages, dont 79,8 % avaient des enfants âgés de moins de 18 ans vivant avec eux, 93,4 % étaient des couples mariés vivant ensemble, 4,4 % représente des familles monoparentales, 0,4 % des ménages étaient constitués de personnes seules. La taille moyenne des ménages était de 3,55 personnes et la taille moyenne de famille était 3,54 personnes.
Dans le CDP de Bangor, la population possède une répartition par âge comme telle :
- moins de 18 ans : 27,5 %,
- de 18 à 24 ans : 23,4 %,
- de 25 à 44 ans : 47,1 %,
- de 45 à 64 ans : 2,0 %,
- plus de 65 ans : 0,1 %.

L'âge médian était de 25 ans. Pour chaque femme, il y avait 1,98 homme et pour chaque femme de 18 ans et plus, il y avait 2,63 hommes. Le revenu médian pour un foyer dans le CDP était 32,246 $ et le revenu médian pour une famille était 32,105 $. Les hommes ont un revenu médian de 28 856 $ contre 21,000 $ pour les femmes. Le revenu par habitant dans le CDP était 16,383 $. Environ 8,5 % des familles et 9,8 % de la population vit en dessous du seuil de pauvreté, dont 12,4 % se trouve sous l'âge de 18 ans.